# Kristen Babb-Sprague
Kristen Babb-Sprague, född den 29 juli 1968 i Walnut Creek, Kalifornien, är en amerikansk konstsimmare.
Hon tog OS-guld i solo i konstsim i samband med de olympiska konstsimstävlingarna 1992 i Barcelona.